# Ronnie Gustave
Ronnie Gustave (ur. 30 maja 1972 na Dominice) – dominicki piłkarz, grający na pozycji pomocnika, trener piłkarski. 

## Kariera piłkarska

### Kariera klubowa
Bronił barw dominickich klubów.

### Kariera reprezentacyjna
Występował w narodowej reprezentacji Dominiki.

## Kariera trenerska
W kwietniu 2013 objął stanowisko głównego trenera reprezentacji Dominiki.